# Рюкерт, Фёдор Иванович
Фёдор Иванович Рюкерт (имя при рождении: Фридрих Мориц Рюккерт; нем. Friedrich Moritz Rückert; 1851—1918) — русский ювелир немецкого происхождения, мастер-эмальер, сотрудничал с фирмой Фаберже.

## Биография
По информации, полученной от потомков, Фридрих Мориц Рюккерт родился во Франции в немецкой семье в регионе Эльзас и переехал в Россию в отрочестве. В 1880-х годах был сотрудником московской ювелирной фирмы Хлебникова. В 1882 году был удостоен золотой медали Всероссийской художественно-промышленной выставки.
Осенью 1886 года покинул фирму Хлебникова и открыл свою мастерскую, располагавшуюся в его собственном доме (нынешняя улица Воронцовская, дом 29). Выполнял заказы фирм Карла Фаберже (для московского отделения фирмы, в 1887—1917 годах), Ореста Курлюкова, Иосифа Маршака. Считается ярким представителем неорусского стиля, внёс вклад в распространение на рубеже веков в высших слоях общества «бояромании». «Его мастерская <…> производила в основном небольшие серебряные изделия, украшенные эмалью по скани, в узорчатую ткань искусно включались живописные эмалевые миниатюры на темы из русской истории, боярского быта, фольклора» (использовались произведения В. М. Васнецова, Б. В. Зворыкина, К. Е. Маковского, В. Д. Поленова, С. С. Соломко и других художников). При этом по мнению исследователей Рюкерт не являлся слепым копиистом, а творчески переосмысливал воспроизводимые работы, стремясь передать дух Древней Руси. На выпускаемые изделия мастер ставил клеймо «Ф. Р.» (единственным в своей мастерской имел право наносить личное клеймо).
В 1910-е годы мастерская Рюкерта была преобразована в фабрику. С началом Первой мировой войны Рюкерт, остававшийся прусским подданным, был вынужден покинуть столицу. Умер в 1918 году, похоронен в Москве на Введенском кладбище.

### Семья
Фёдор Рюкерт был дважды женат, имел 10 детей. После Фёдора Ивановича во главе предприятия встал его сын Павел (в мастерской работали четверо сыновей Рюкерта).

## Галерея

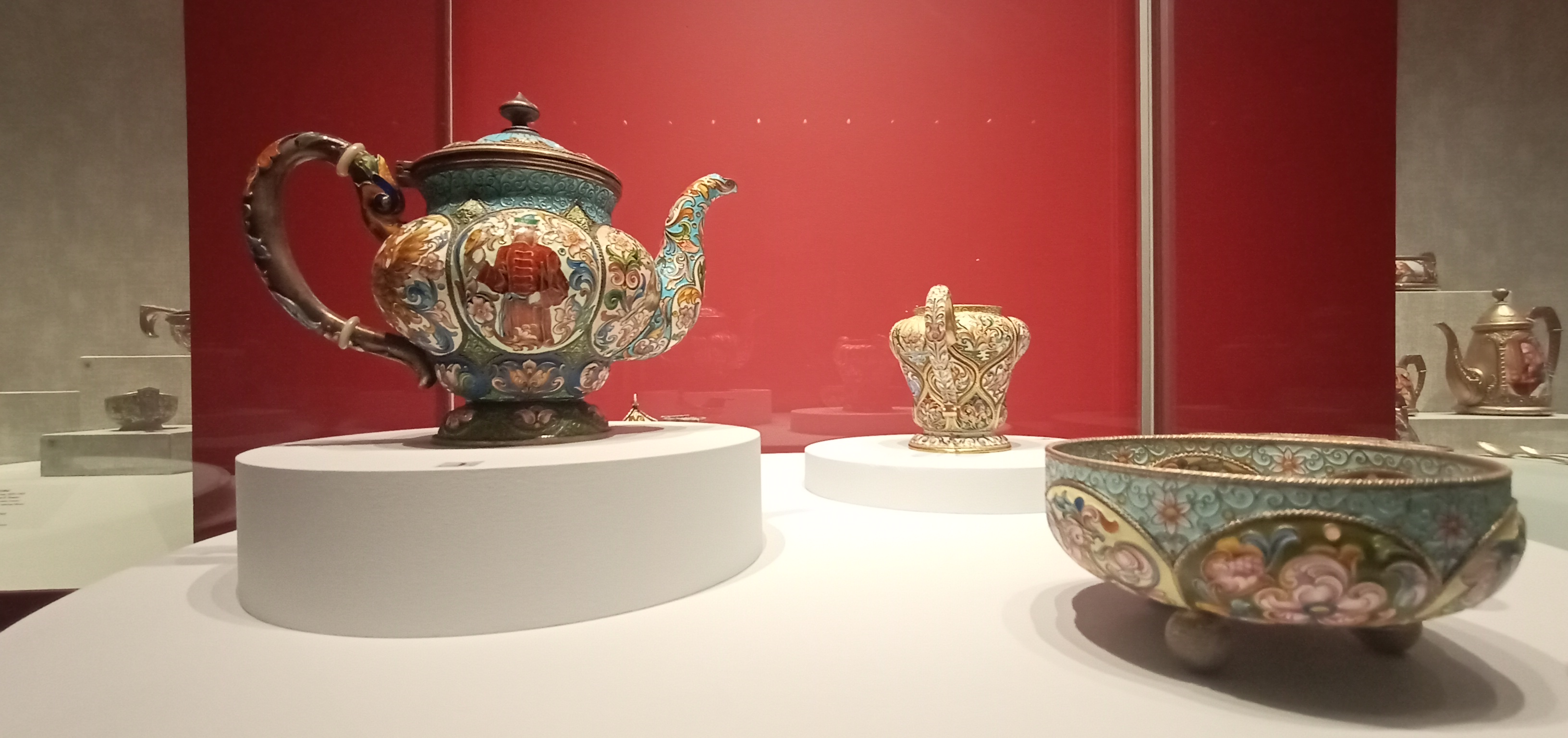
Набор эмалированной посуды: чайник, молочник, ковш. Производство фирмы О. Курлюкова, 1880-е гг. Из коллекции Д. М. Якобашвили.
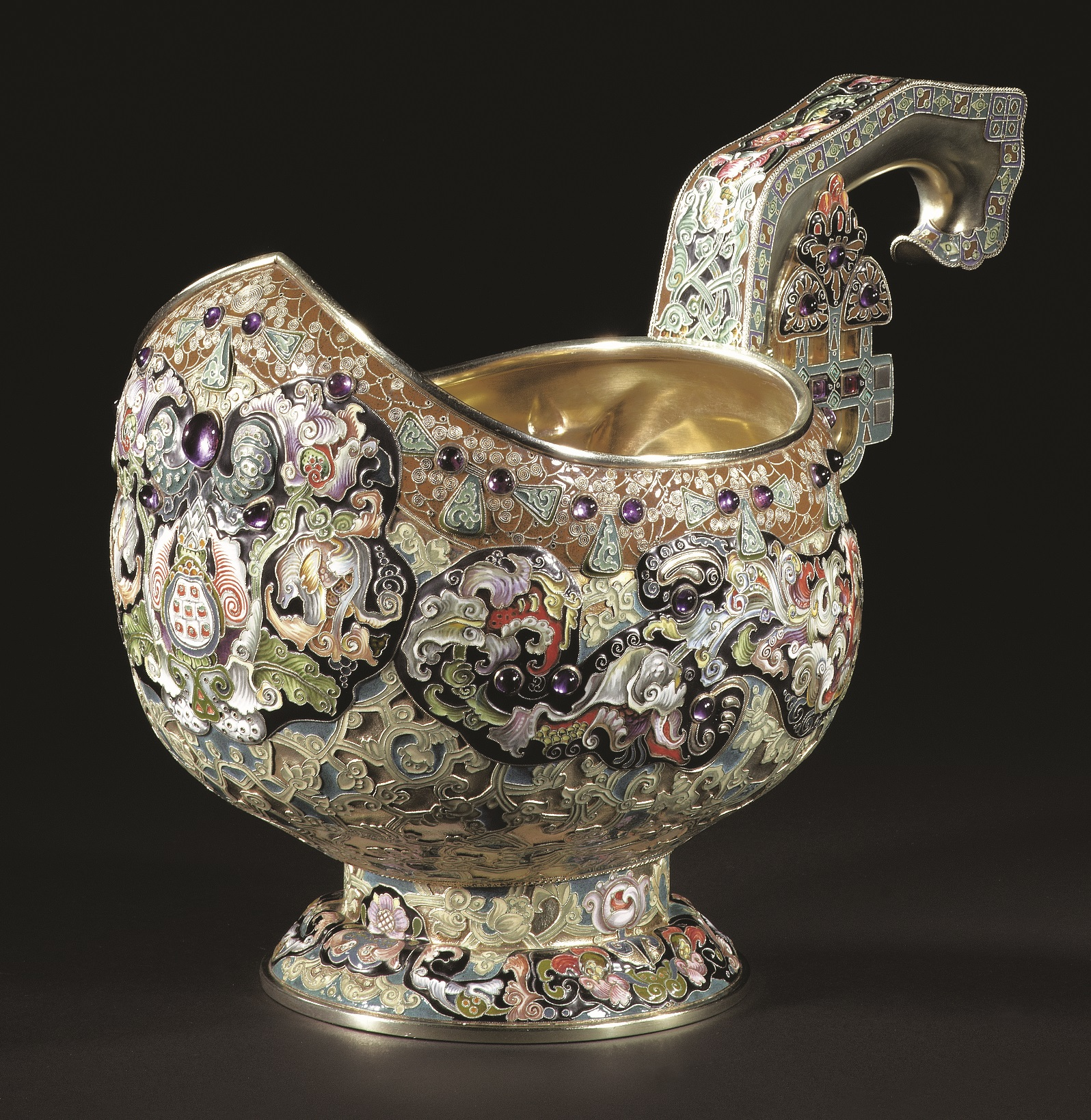
Презентационный ковш, подаренный в мае 1908 г. зятю Л. Э. Нобеля И. О. Олсену от работников товарищества нефтяного производства братьев Нобель. Производство фирмы К. Фаберже (инв. №: 22714), 1899-1908 гг. Из коллекции Халили.
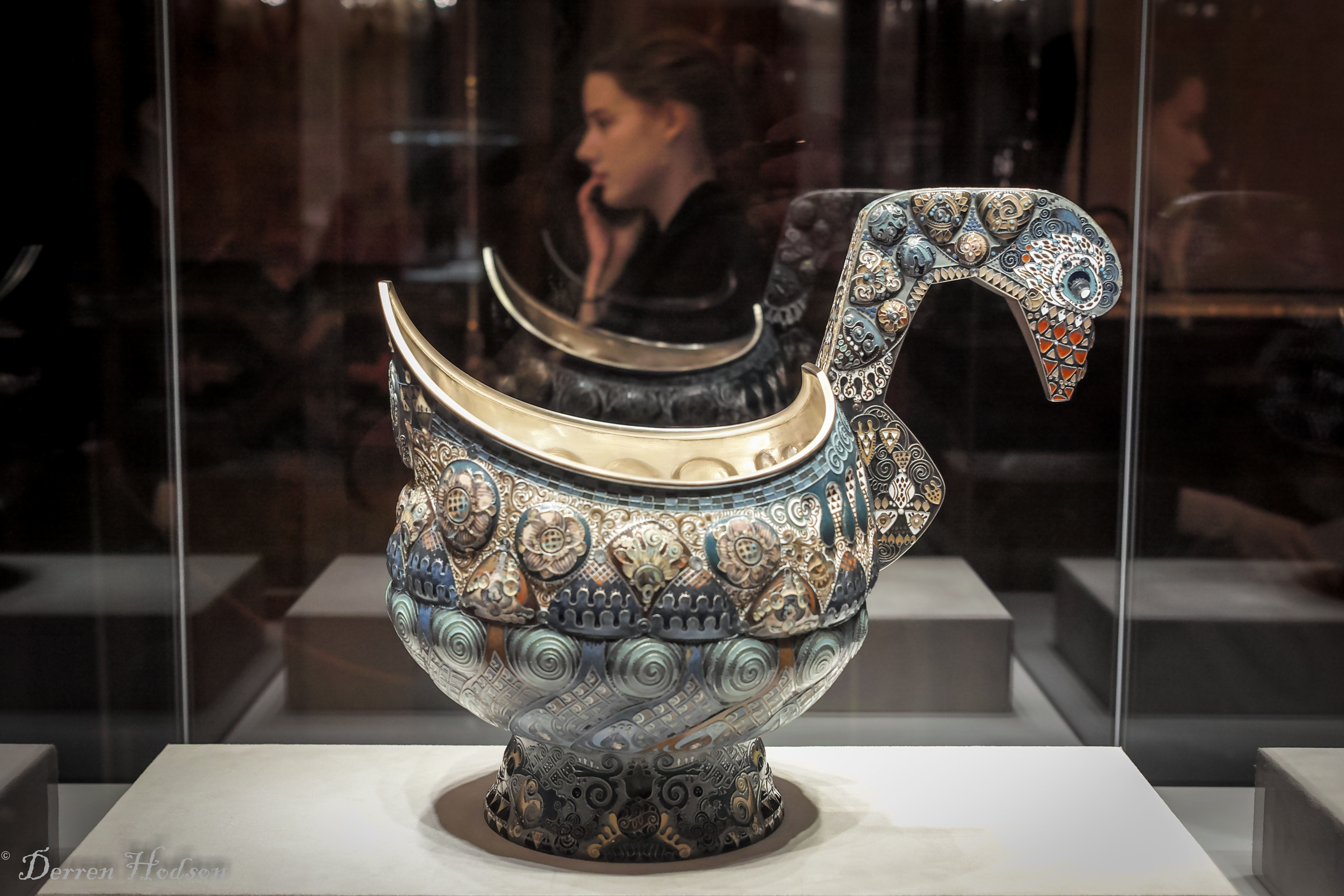
Презентационный ковш, подаренный в 1909 г. американскому магнату Корнелиусу К. Г. Биллингсу от Императорского Московского общества поощрения рысистого коннозаводства. Производство фирмы К. Фаберже, 1909 г. Из коллекции музея Фаберже в Санкт-Петербурге.
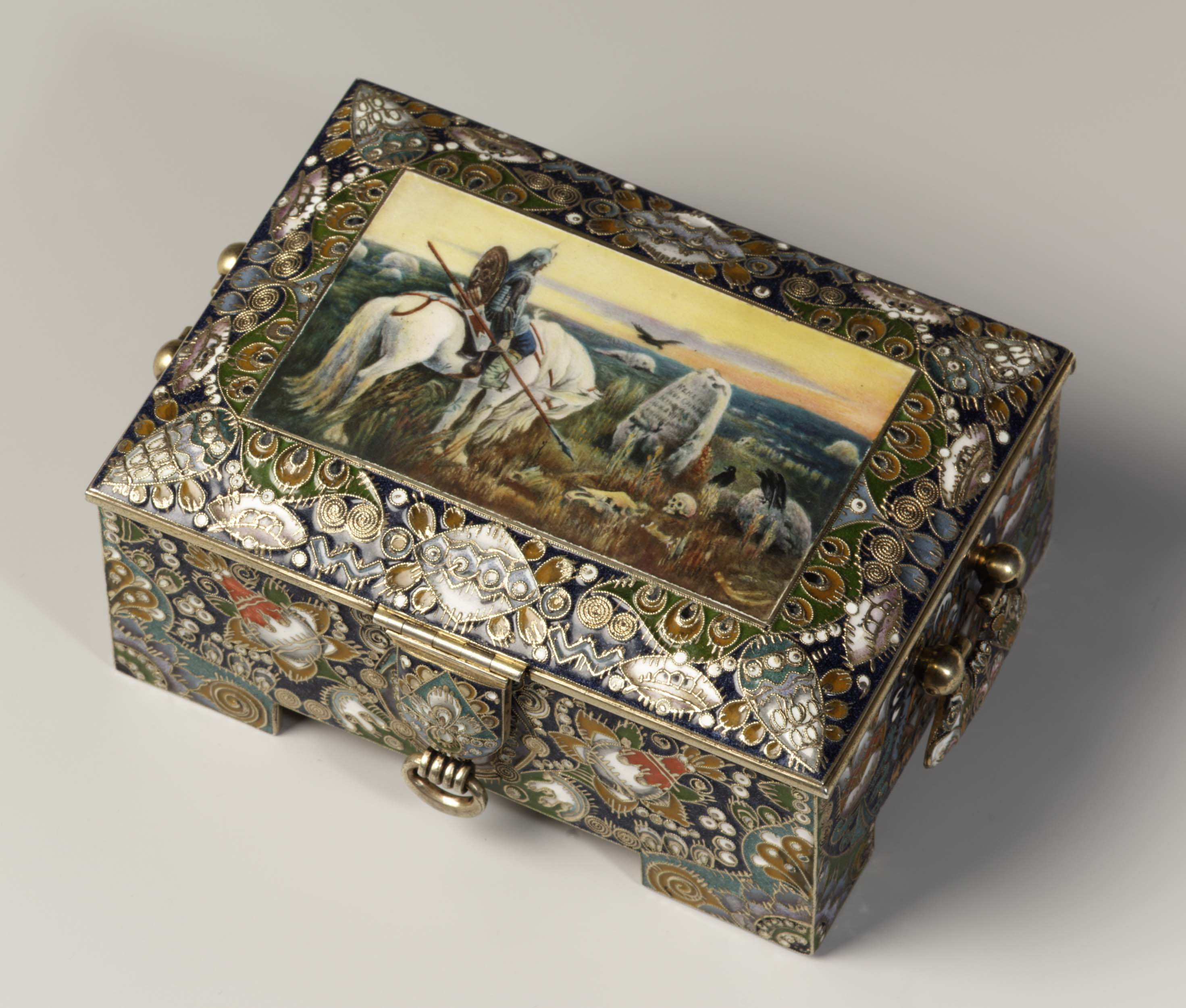
Шкатулка с эмалевой миниатюрой «Витязь на распутье» по картине В. М. Васнецова. Производство фирмы К. Фаберже, 1908-1917 гг. Из коллекции Халили.

## Выставки
В 2020 году в Музеях Московского Кремля прошла выставка «Карл Фаберже и Фёдор Рюкерт. Шедевры русской эмали» (куратор — Т. Н. Мунтян).